# TOWT
TOWT, TransOceanic Wind Transport, est une compagnie maritime française de transport à la voile, co-fondée en 2011 par le Brestois Guillaume Le Grand et la Bogotéenne Diana Mesa.
Née à Brest, la société s'est développée à Douarnenez puis a déménagé au Havre, où elle est implantée depuis 2020 et a son siège.

## Activité sur voiliers de travail
TOWT affrète depuis 2011 des voiliers de travail, aussi appelés « vieux gréements », provenant de Grande-Bretagne, des Pays-Bas et de Scandinavie. TOWT y transporte, pour compte propre ou pour compte tiers, une marchandise à forte valeur ajoutée : cacao, rhum, thé, café… Les navires empruntent des routes transatlantiques et réalisent du cabotage européen. Une soixantaine de voyages ont été effectués entre 2011 et 2022, pour environ 1 500 tonnes transportées.
En 2017, TOWT crée le label ANEMOS,, qui certifie le transport à la voile des marchandises, dans une démarche de transparence et de mise en valeur du transport et des origines du produit. La même année, TOWT ouvre une boutique éphémère, « Au cul du voilier », à Douarnenez, où elle met en vente les produits transportés à la voile pour son propre compte.
|                        |
| Marchandises diverses. |

|                    |
| Rhum des Antilles. |

|                                                         |
| Bouteille de bière avec logo « transporté à la voile ». |

### Les voiliers affrétés
| Anciens affrètements | Actuellement[Quand ?] |
| --- | --- |
| - Brigantin néerlandais Tres Hombres - Ancien thonier Biche - Gabare brestoise Notre-Dame de Rumengol - Malamok français Michel et Patrick - Trois-mâts barque danois Kaskelot - Ketch britannique Irene of Bridgwater - Ancien thonier Arawak - Trois-mâts carré Götheborg III - Brick-goélette La Malouine - Zulu français Leenan Head - Galéasse Lun-II - Goélette De Gallant (La goélette a sombré en 2024) | Route trans-manche : - Lougre britannique Grayhound Cabotage européen : - Goélette allemande Avontuur Cabotage régional : - Lougre Corentin |

Quelques navires affrétés par TOWT
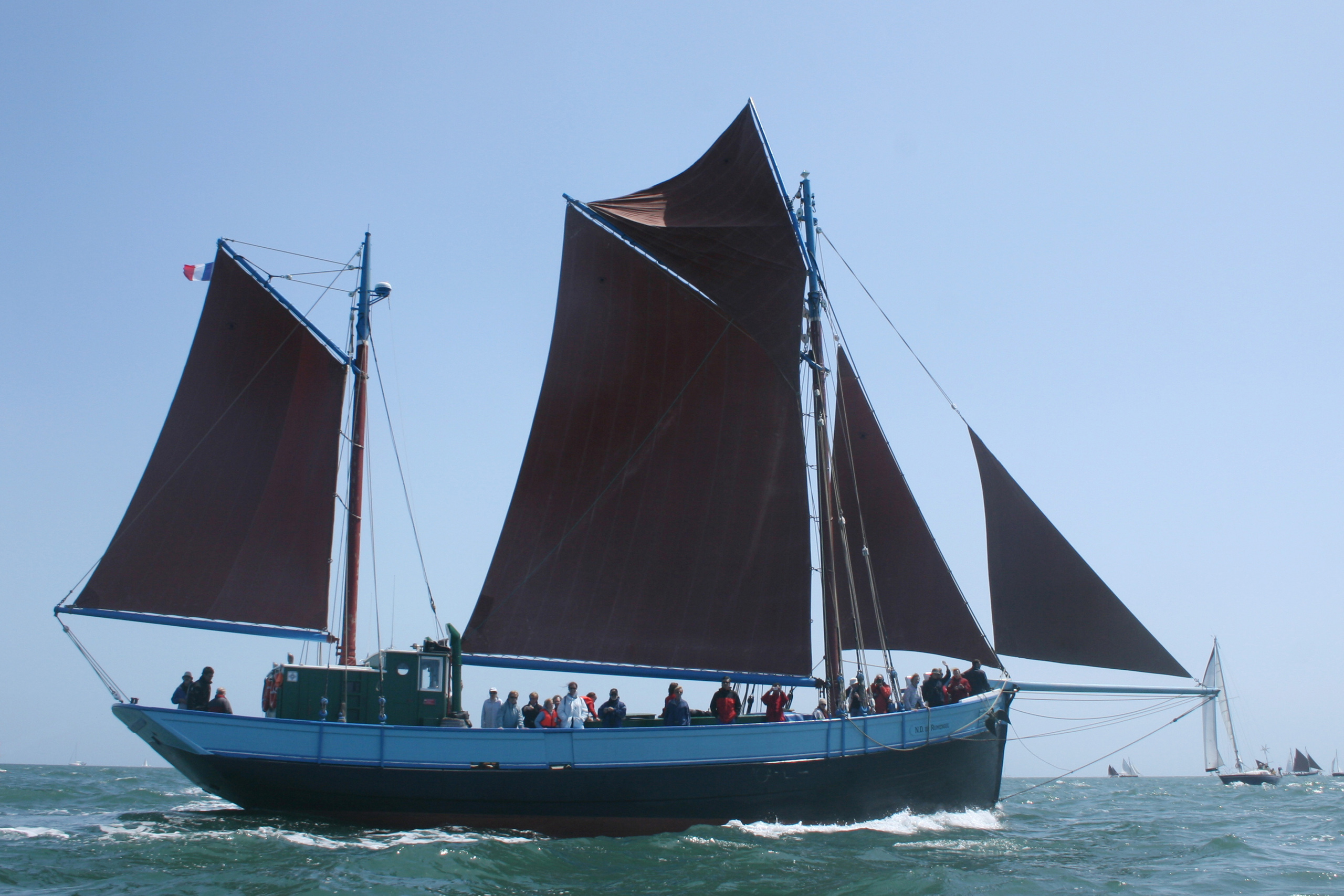
La gabare Notre-Dame de Rumengol.
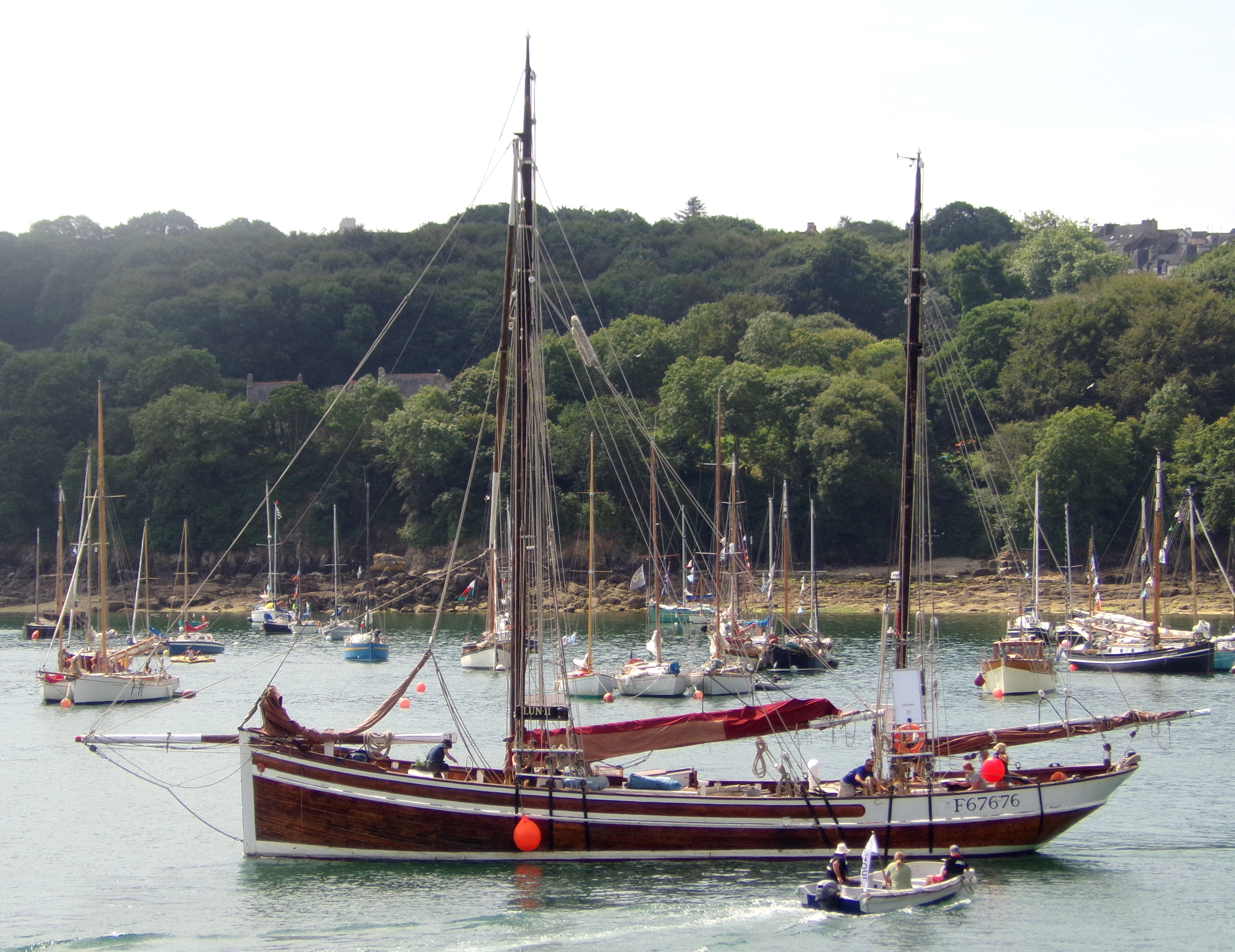
La galéasse Lun II.
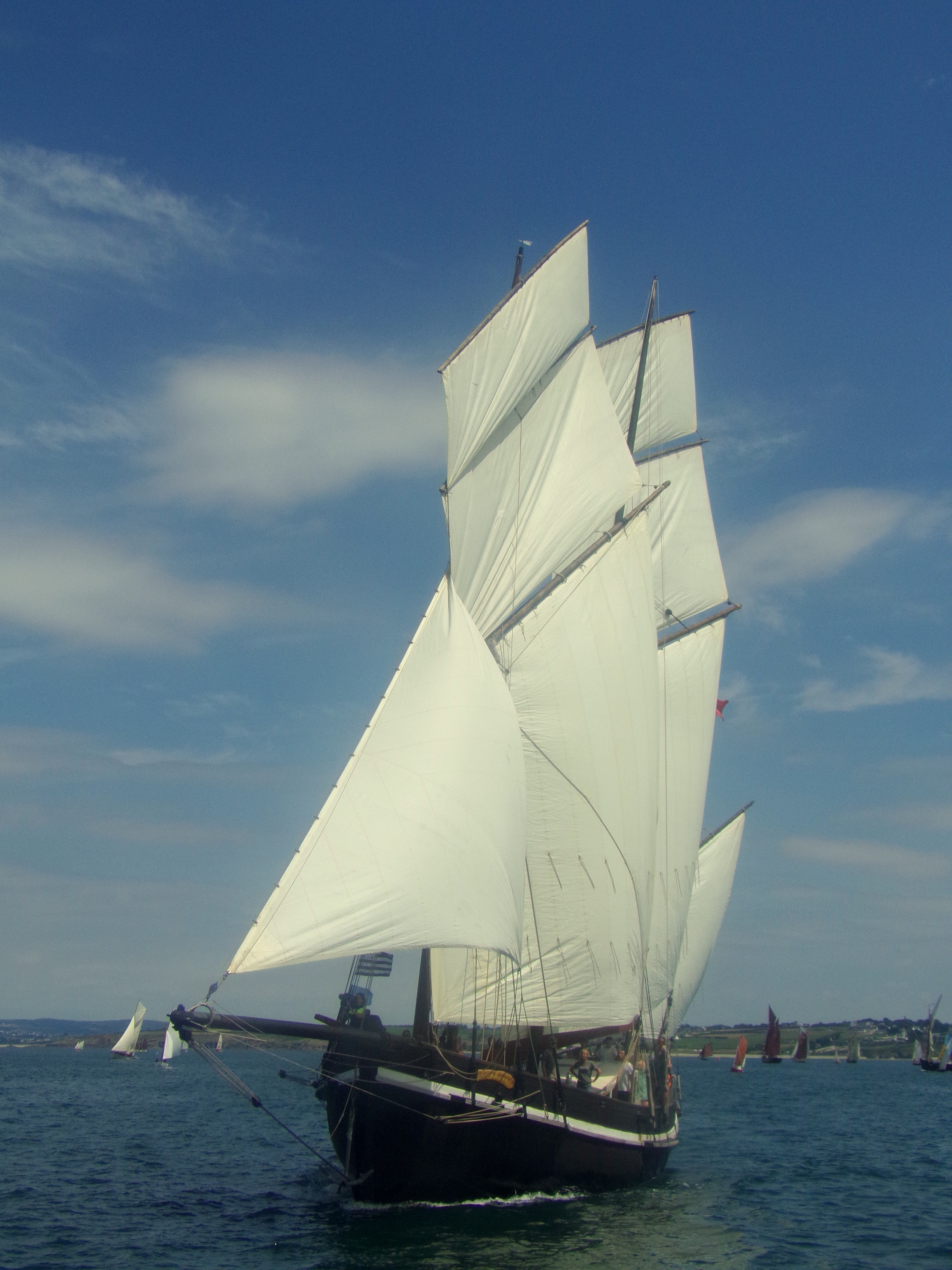
Le lougre Grayhound.
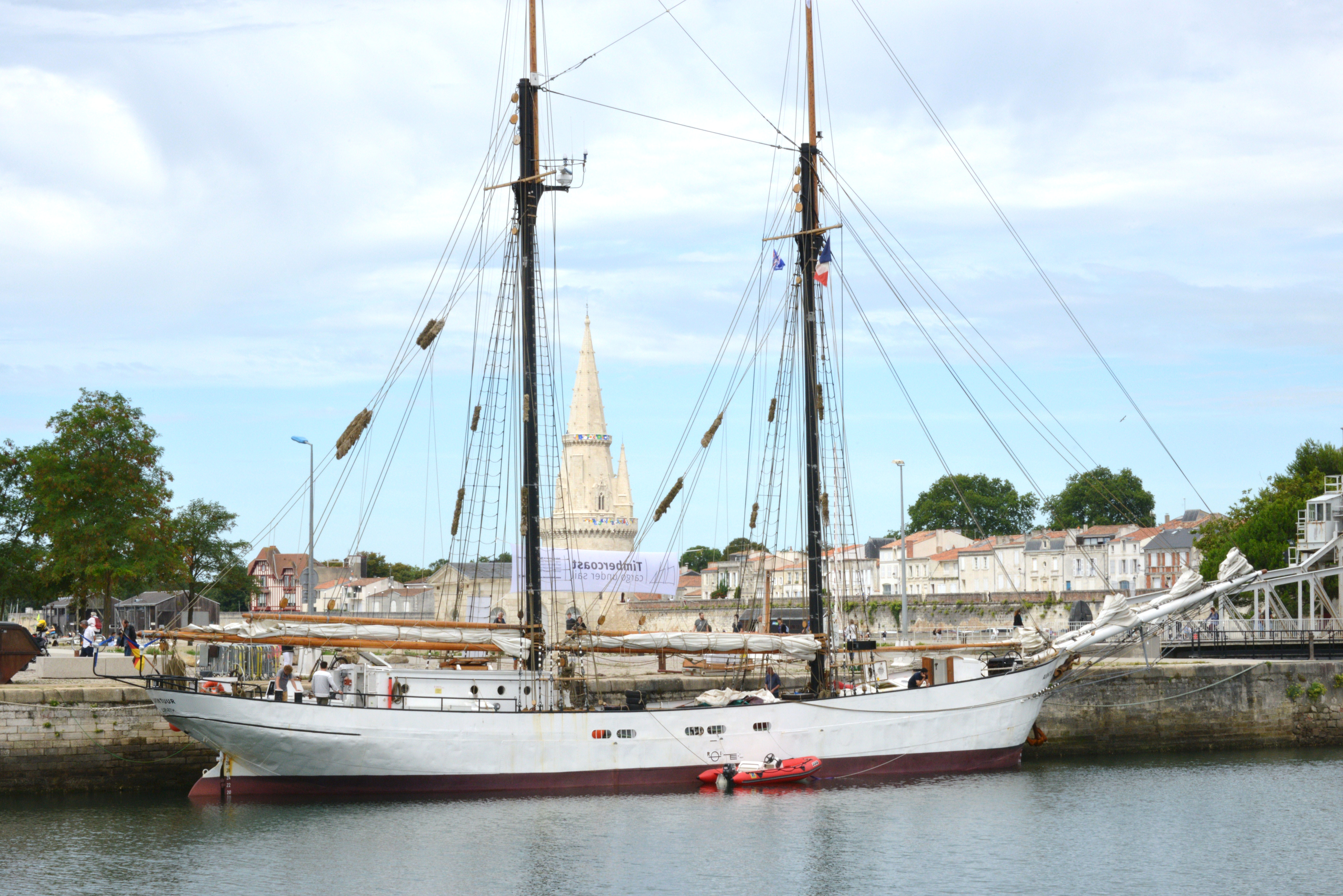
La goélette Avontuur.
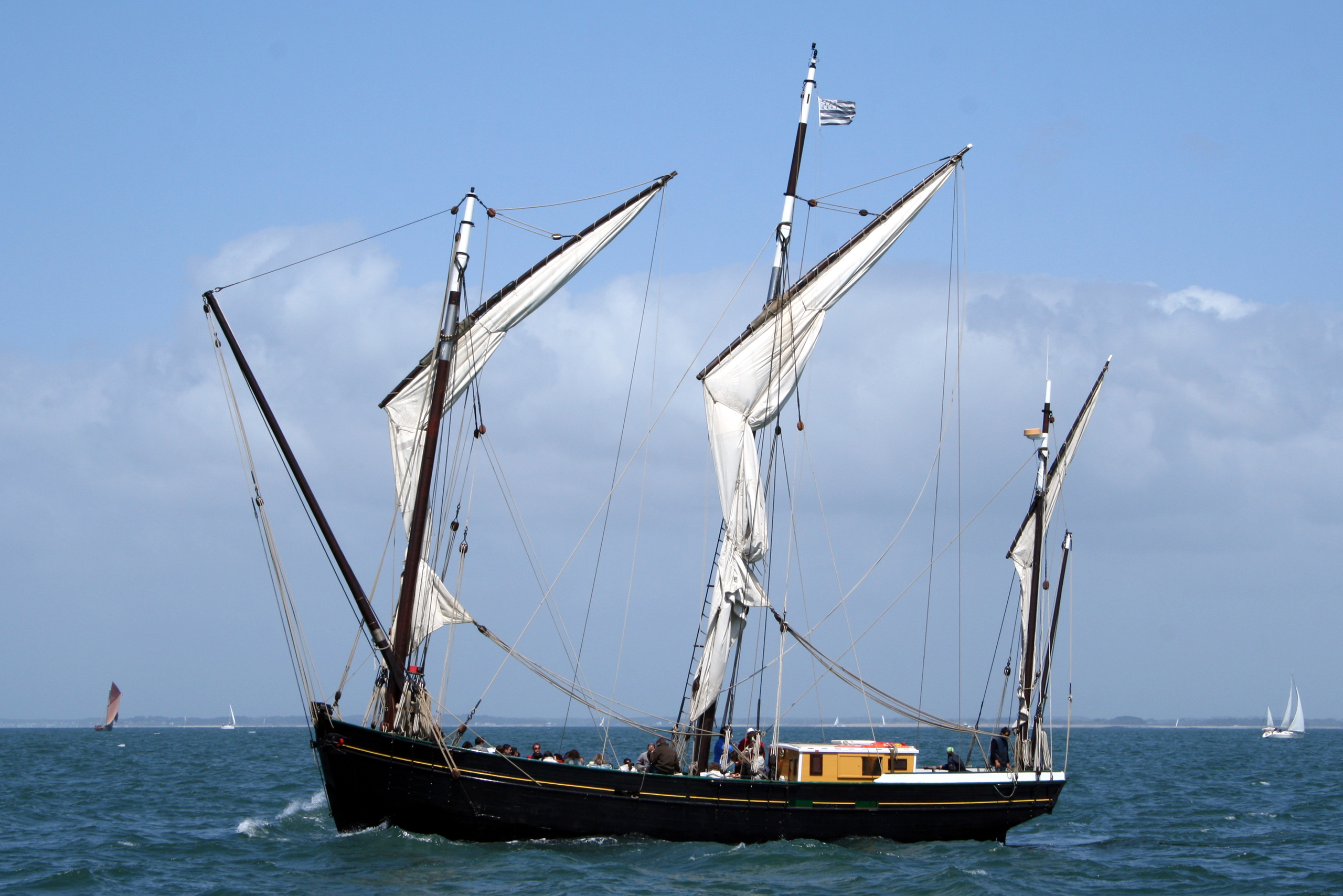
Le lougre Corentin.

## Activité sur voilier-cargo
Dès les débuts de TOWT, ses fondateurs évoquent le projet de faire passer le transport à la voile à une autre échelle, afin de décarboner massivement le transport maritime,.

### Dates clé
- Le projet est lancé dès 2015 ; les travaux de conception et de recherche et développement commencent avec le cabinet d’architectes nantais H&T[6]. En 2018, les premiers plans du voilier-cargo sont finalisés.
- TOWT lance en 2019 un appel d’offres européen auprès de vingt chantiers navals, et c’est le chantier breton Piriou qui est choisi.
- Le 12 janvier 2022, TOWT annonce la signature du contrat de construction du premier navire avec Piriou[7].
- En parallèle, TOWT lance une levée de fonds citoyenne sur la plateforme Lita.co. La pré-collecte ouvre en juillet 2021.
- Fin juin 2022, le premier voilier-cargo est « mis en vigueur » : les fonds ont été réunis pour le financer, et la construction peut commencer.
- La collecte sur Lita.co est clôturée avec un jour d'avance, le 13 juillet 2022 : 4,5 millions d'euros ont été levés en à peine plus d'un mois par plus de 2 000 particuliers. La première semaine de collecte permet à l'entreprise de lever 3 millions d’euros d'investissement citoyen, ce qui représente un record pour la plateforme[8].
- Cette levée de fonds contribue à la « mise en vigueur » d'un deuxième navire, identique au premier, annoncée le 30 août 2022.
- Le premier voilier-cargo, Anemos, est mis à l'eau en juillet 2024 et effectue sa première traversée transatlantique en août 2024[9].
- En avril 2024, TOWT annonce la commande de six nouveaux navires[10].

### Montage financier
TOWT s'appuie sur une levée de fonds regroupant quelque vingt investisseurs en capital, y compris le fonds Après-Demain SA, Groupe IDEC Invest Innovation, CIC, la Banque des territoires et Crédit Agricole Normandie Seine.
À cela s'ajoutent 4,5 millions d’euros levés sur Lita.co France et Belgique, sous forme d'OCA.
TOWT s'appuie sur les primes de certificats d'économies d'énergie émis par Certinergy & Solutions, filiale d'ENGIE.
Enfin, TOWT est le premier armateur à bénéficier du « suramortissement vert » prévu par le gouvernement Macron en septembre 2021.

### Spécifications techniques
Dans un communiqué de presse, le chantier Piriou annonce les spécifications techniques suivantes pour la première génération de voiliers-cargos commandés par TOWT.
| Longueur de coque              | 69,00 m                                                                                   |
| ------------------------------ | ----------------------------------------------------------------------------------------- |
| Longueur HT                    | 81,00 m                                                                                   |
| Largeur                        | 11,90 m                                                                                   |
| Tirant d'eau max (sous quille) | 6,00 m                                                                                    |
| Creux au PP                    | 8,65 m                                                                                    |
| Tirant d'air                   | 64,00 m                                                                                   |
| Équipage                       | 7 à 12 p. max                                                                             |
| Capacité d'accueil passagers   | 12 p. (6 cabines doubles)                                                                 |
| Vitesse moyenne                | 10,5 nds                                                                                  |
| Vitesse max. à la voile        | plus de 16 nds                                                                            |
| Coque/superstructure           | Acier / aluminium                                                                         |
| Propulsion vélique             | 2 mâts, 4 bômes aluminium                                                                 |
| Surface voile                  | 2 GV, 2 focs, 1 génois : 2 200 m²                                                         |
| Propulsion moteur              | 2 × 422 kWm à 1 790 tr/min, 1 propulseur d'étrave                                         |
| Grues p. cales à palettes      | 2 × 7,5 t à 4,5 m                                                                         |
| Groupes électrogènes           | 2 × 250 kVA                                                                               |
| Capacité emport fret           | 1 000 à 1 100 tonnes en vrac palettes + 135 barriques de 225 litres de vins ou spiritueux |

### Problèmes financiers
En mars 2025, TOWT annonce vouloir abandonner le pavillon français à cause du budget 2025 voté par le gouvernement français. Ce texte supprime l'exonération de charges sociales pour les armateurs du secteur vélique, ce qui a pour conséquence une augmentation de 25 % des charges salariales.

### Pages connexes
- Cargos à voile